# Ligny-en-Weppes
Ligny-en-Weppes is een plaats in het Franse Noorderdepartement, gelegen in de gemeente Beaucamps-Ligny in het land van Weppes. Ligny-en-Weppes was een zelfstandige gemeente tot 1927, toen die samen met het grotere Beaucamps de gemeente Beaucamps-Ligny vormde. Ligny ligt op minder dan een kilometer ten zuiden van Beaucamps, het centrum van de gemeente.

## Geschiedenis
Het dorpje Ligny werd een gemeente na de Franse Revolutie en werd een onderdeel van het nieuwe departement Nord. Ligny werd ingedeeld in het kanton Habourdin.
Tijdens de Eerste Wereldoorlog lag het dorpje dicht achter de frontlinie, in Duits gebied. Waar het voor de oorlog nog een 100-tal inwoners telde, bleven er na de oorlog maar een 30-tal inwoners meer over. Op voorstel van burgemeester René Delesella fusioneerde de gemeente in 1927 met de grotere buurgemeente Beaucamps, die ruim 500 inwoners telde. De nieuwe gemeente werd Beaucamps-Ligny genoemd.
De fusiegemeente werd in 1982 ondergebracht in het kanton Lomme.

## Bezienswaardigheden
- De kapellen in het centrum van het oude dorpje.